# Goleši Žumberački
 Goleši Žumberački  falu Horvátországban, a Károlyváros megyében. Közigazgatásilag Ozalyhoz tartozik.

## Fekvése
Károlyvárostól 30 km-re, községközpontjától 16 km-re északnyugatra, a szlovén határ mellett fekszik.

## Története
Az 1830-as urbárium szerint 5 házában 69 görögkatolikus lakos élt. A radatovići plébániához tartoztak. 
A falunak 1857-ben 58, 1910-ben 48 lakosa volt. A trianoni békeszerződésig Zágráb vármegye Jaskai járásához tartozott. 2011-ben 4 lakosa volt.

## Lakosság
| Lakosság változása | Lakosság változása | Lakosság változása | Lakosság változása | Lakosság változása | Lakosság változása | Lakosság változása | Lakosság változása | Lakosság változása | Lakosság változása | Lakosság változása | Lakosság változása | Lakosság változása | Lakosság változása | Lakosság változása | Lakosság változása |
| ------------------ | ------------------ | ------------------ | ------------------ | ------------------ | ------------------ | ------------------ | ------------------ | ------------------ | ------------------ | ------------------ | ------------------ | ------------------ | ------------------ | ------------------ | ------------------ |
| 1857               | 1869               | 1880               | 1890               | 1900               | 1910               | 1921               | 1931               | 1948               | 1953               | 1961               | 1971               | 1981               | 1991               | 2001               | 2011               |
| 58                 | 65                 | 67                 | 66                 | 63                 | 48                 | 57                 | 45                 | 36                 | 33                 | 29                 | 14                 | 14                 | 7                  | 4                  | 4                  |